# 変態
変態（へんたい、英語: metamorphosis）とは、動物の生育過程において形態を変えることを表す。典型的なものは節足動物の昆虫類や甲殻類などに見られる。

## 概略
特に、栄養の摂取に特化し、生き残りと成長に最適化された幼生と、次世代を生み出すための生殖機能を備えた成体の間で、形態が大きく変わることが多い。それに伴い、生活様式や場所が変化する場合もある。海産無脊椎動物ではよくあるが、成体が底性生活で、幼生がプランクトンの生活をするものは、全て変態を行う。
なお、哺乳類や鳥類、爬虫類のように、基本的な体の構成は変わらず、各部分の発達によってその比が変化する程度で、連続的に形態が変化して成体になる場合には変態とは呼ばない。また、「卵から生まれる」場合には、見かけ上の形態の変化は大きいが、その個体の形は、卵の中であらかじめ形成されており、変態には当たらない。つまり、変態とは、動物が孵化して幼生の形になった後の変化のみに対して用いる言葉である。
エルンスト・ヘッケルは生物の発生は進化の経路を辿るとする反復説をとなえた。この説は、現在では多くの問題を指摘されているものの、基本的にはある程度の範囲で認められている。その意味では、動物が発生の過程で姿を変えるのは当然とも言える。その観点に立てば、変態とは、それが成長の過程に見られる現象という見方もあり得る。つまり、変態をしない動物は、多くの変化を孵化以前に卵の中で行なったものということになる。そこで、変態をしない動物の成長のことを直接発生（または直達発生）という場合がある。

## クラゲ

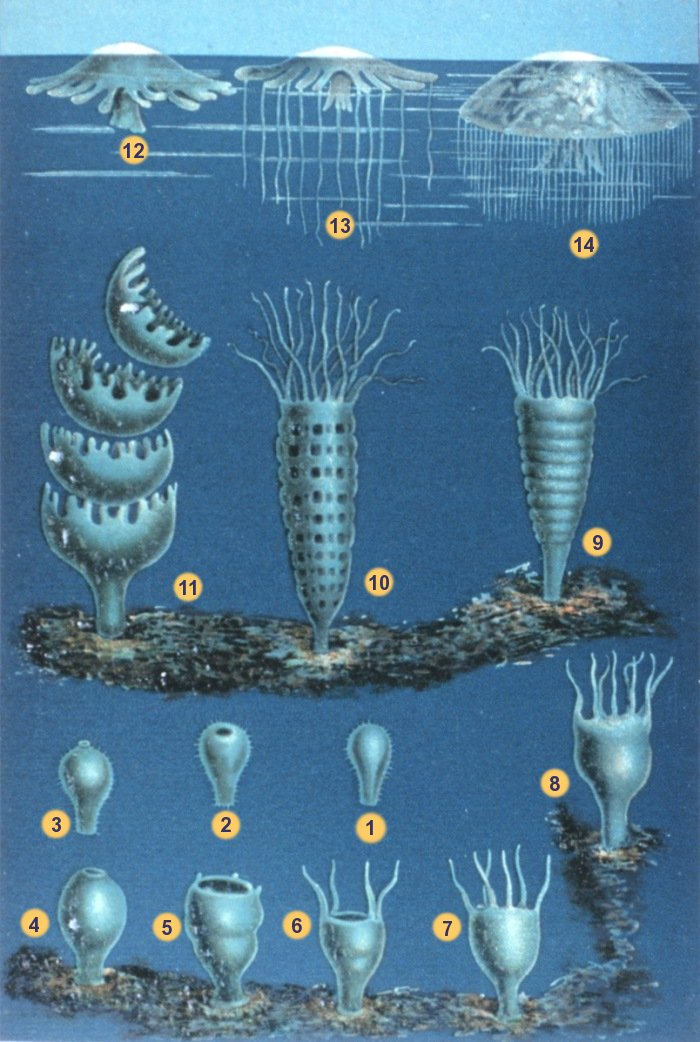
一般的な鉢クラゲの生活環。1‐3.プラヌラ（浮浪幼虫）として固着する場を探索する
4-8.ポリプ世代
9-11.ポリプ世代の横分体形成
12以降はメデューサ世代（クラゲ世代）

ミズクラゲ等は、プラヌラ→ポリプ→ストロビラ→エフィラ幼生→成体クラゲと変態する。

## 昆虫の変態
昆虫では、卵から孵化すると、幼虫と呼ばれる形態となる。幼虫が、生殖能力を有する成虫になる過程で変態を行う。ただし、原始的な種類には変態をしないものもある。昆虫類が完全変態を行うようになった理由は明らかではないが、一説によれば、古生代 石炭紀からペルム紀にかけての気候の悪化へ対応するため、蛹（さなぎ）の段階を経ることによって寒冷期を乗り切るように進化したためであったとされる。

### 完全変態
幼虫が成虫になる際、いったん運動能力を著しく欠いた蛹（さなぎ）と呼ばれる形態をとり、蛹から脱皮して成虫が現れる。すなわち、
卵→（孵化）→幼虫→（蛹化）→蛹→（羽化）→成虫
という段階を経るものを完全変態という。チョウ、ハチ、ハエ、カ、甲虫が該当する。これらは、昆虫類の中でも、ペルム紀以降に出現した進化の進んだ種族と考えられる。なお、完全変態をする現生の昆虫の中ではシリアゲムシが最も起源の古い分類群と考えられている。蛹は昆虫類独自の形態で、他の動物には同様の形態は見られない。
完全変態を行う種の幼虫は、成体と全く異なった形態を持つ場合が多い。いわゆるイモムシ型やジムシ型などの幼虫である。これらの形は、複雑な形態である昆虫本来の姿とはかけ離れ、節足動物の原初的な形態に近い、単純な外見を示す。生殖のため配偶者を求めて広範囲を移動するのは成虫に任され、幼虫期はあまり動かず摂食と成長に専念するという特化した生活様式に適応しているとされる。また、幼虫と成虫では生活の場所や食物が全く違う場合も多く（例：幼虫は地中や木材中に住むが成虫は地表や樹上に住む、幼虫は木や草の葉を食べるが成虫は花の蜜を吸う、など）、この様な性質は限られた生活場所や食物を同じ種の成虫と幼虫が奪い合う事態を避けるためには好都合であると考えられている。
蛹は多くの場合、成虫の外観のみを象った鋳型のような姿をしており、このような姿の蛹を裸蛹（らよう）という。チョウ目の成虫の多くは胴体に比べて大きい前翅・後翅を持つが、蛹のステージにおいては他の分類群のものと同様に翅が縮められて胴体の側面に密着した状態にあるため、蛹の形状を一見しただけで成虫の形状を知るのは難しい。ハエ目の蛹の多くは成虫とまるで似ていないように見えるが、これは彼らが蛹化の際脱皮せず、幼虫の外骨格がそのまま硬化して繭の代わりとなり、その内側で実際の蛹化が行われているためである。
蛹は短い糸を出して体を固定したり、土・排泄物・自ら吐き出した糸などによって繭（まゆ）を作ってその中に入ったりするものが多い。ほとんどあるいは全く動かず、休眠しているように見えるが、その体内では、幼虫の体を構成していた諸器官が食細胞の働きにより一旦分解され、幼虫期に摂取し備蓄した栄養分を用いて、成虫の体を形作る基となる部位「成虫原基」を中心に新しく形態形成が行なわれる。
完全変態：アゲハチョウの場合

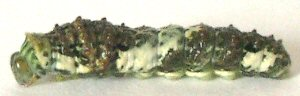
幼虫
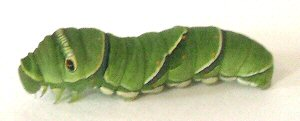
幼虫(終齢)
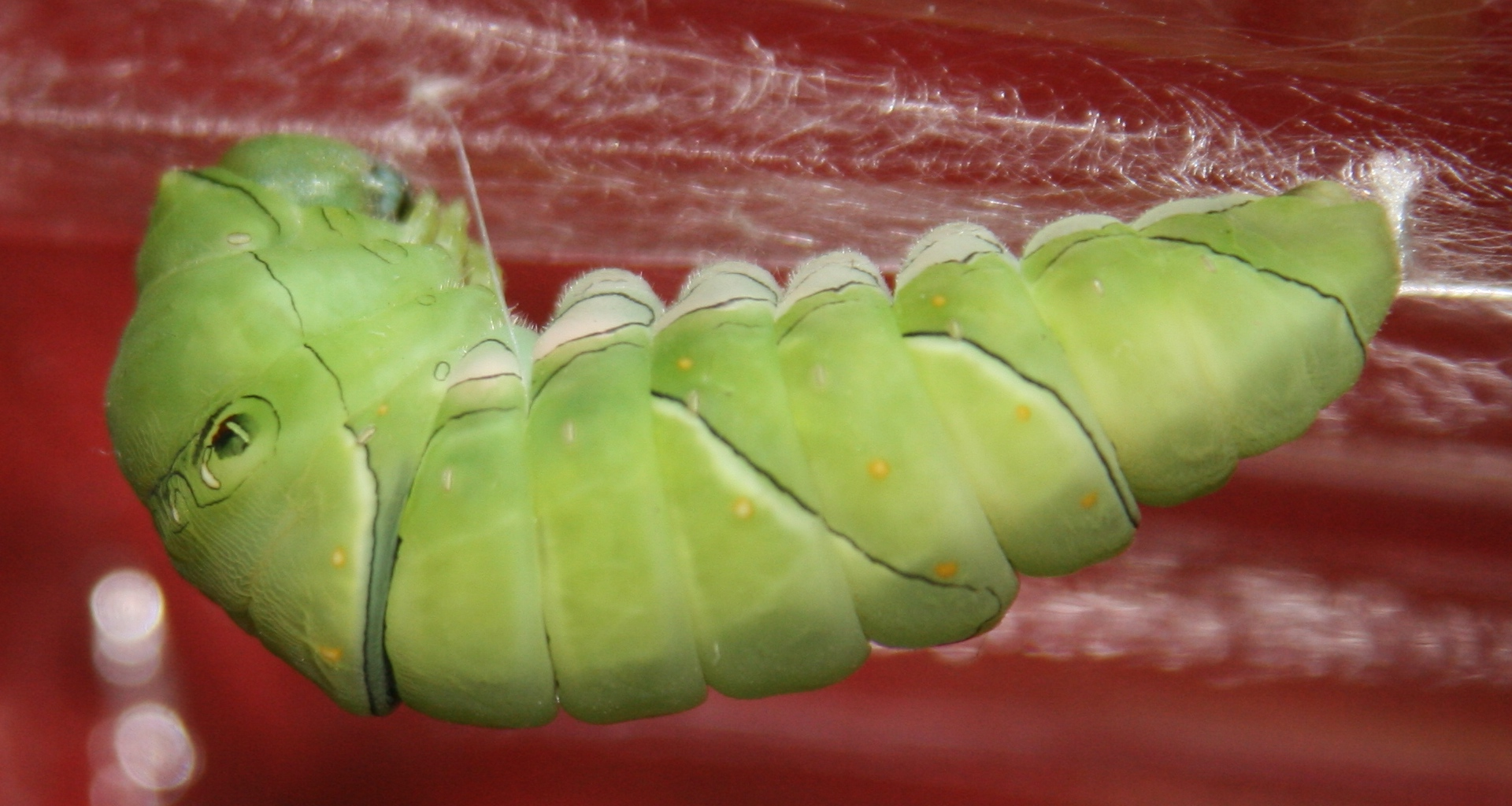
蛹になる直前の幼虫
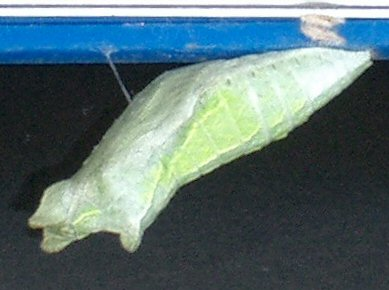
蛹
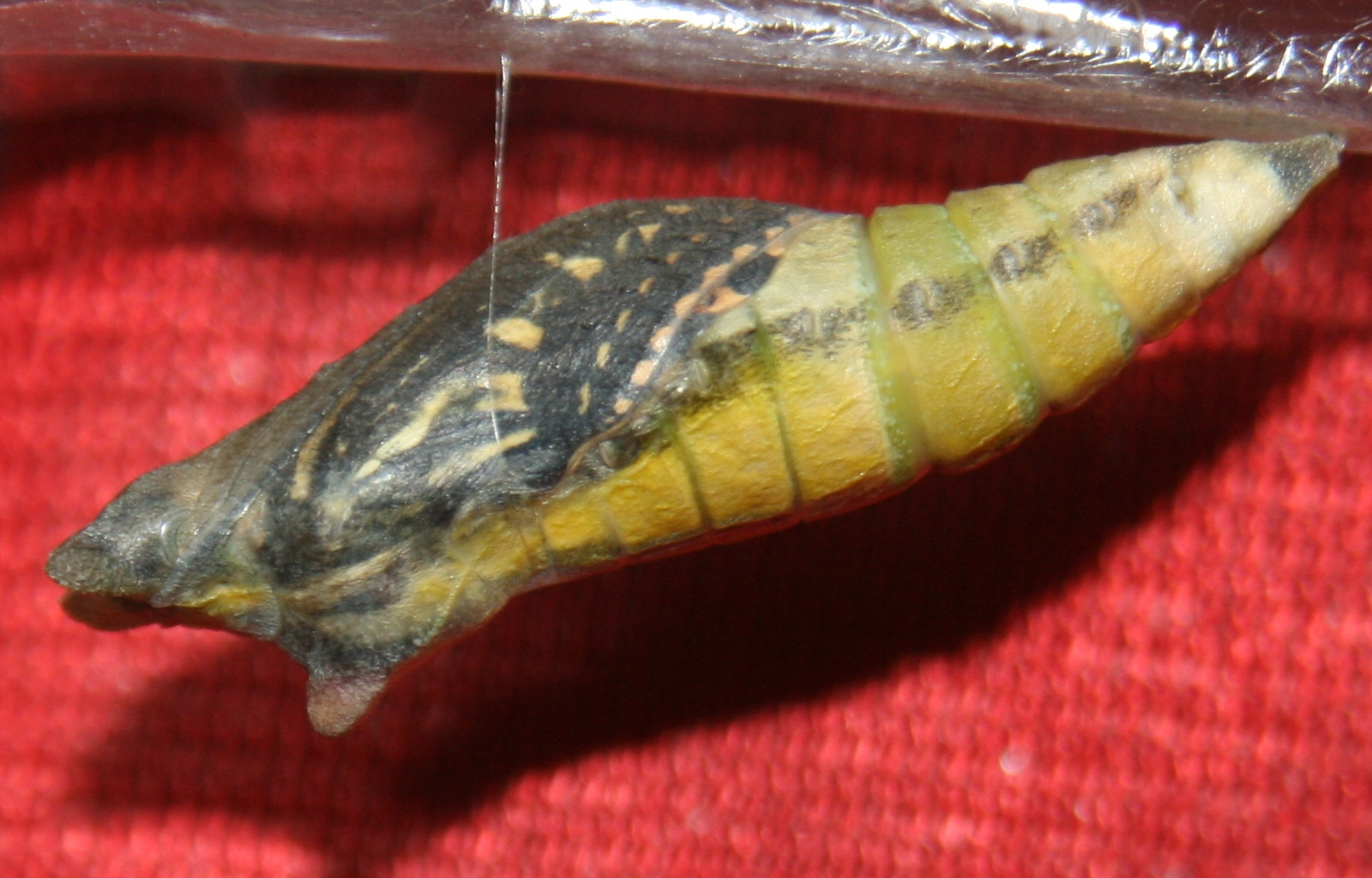
羽化直前の蛹
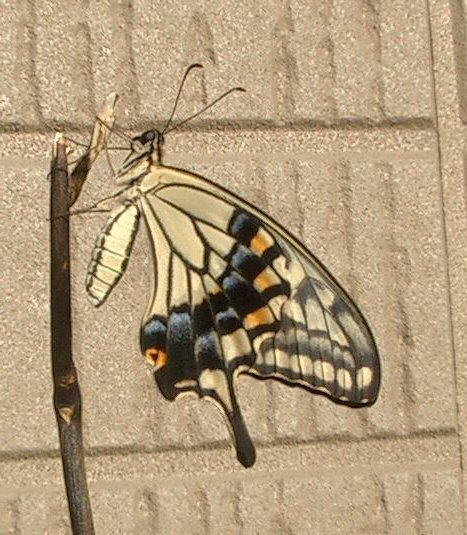
羽化した成虫

#### 過変態
また、幼虫期の間で生活様式の変化に合わせて形状が著しく変態することを過変態 (Hypermetaboly, hypermetamorphosis) という。ツチハンミョウやネジレバネなどの一部の昆虫が行う。過変態の昆虫は寄生虫であることが多く、幼虫が宿主へ移動するための形態から寄生生活に特化した形態へと幼虫期の中途で変態するものが多い。
なお、多変態 (polymetaboly) という語もある。両者を同一の意味に用いる場合もあるが、厳密には、前者は例えば足のある幼虫から無肢型に変わるというように、体制に変化がある場合を、後者は幼虫の基本体制そのものは変わらないものに対して用いる。このような区分では前者の例はいずれも多変態に含まれる。

### 不完全変態
一方、蛹を経ず、幼虫が直接成虫に変態することを不完全変態という。昆虫の基本的な変態様式で、この場合の幼虫は、完全変態をするものと区別するため、通常は「若虫（じゃくちゅう、わかむし）」（英語では「nymph (ニンフ)）と呼ばれる。中でもセミ、カマキリ、トンボ、バッタ、ゴキブリなどが代表的な例である。

#### 小変態
若虫と成虫の形態がよく似ており、若虫期に数回の脱皮を繰り返して成虫に変態する。バッタ、ゴキブリでは、若虫と成虫の外見上の違いは、体の大きさ以外では、翅（羽）が生えているかどうかの程度である。翅は若齢の若虫では見られず、脱皮と共に多少大きくなり、成虫になると一気に完全なものになる。翅を畳むことは出来る。無翅の場合、変態しない種類もいる。ガロアムシ、マントファスマ等は、翅を持たない。
不変態とは異なり、幼虫は交尾・産卵不可能である。
不完全変態：セミの場合（蛹にならない）

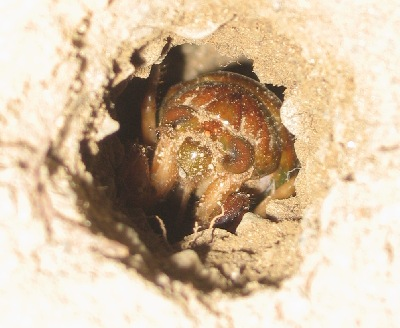
羽化前（土から出る幼虫）
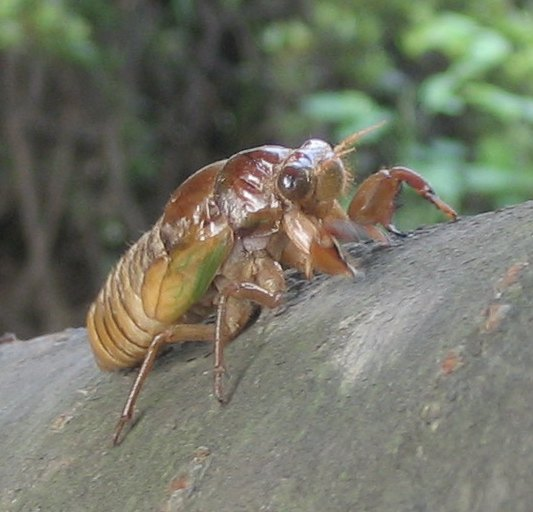
羽化前（木を登る幼虫）
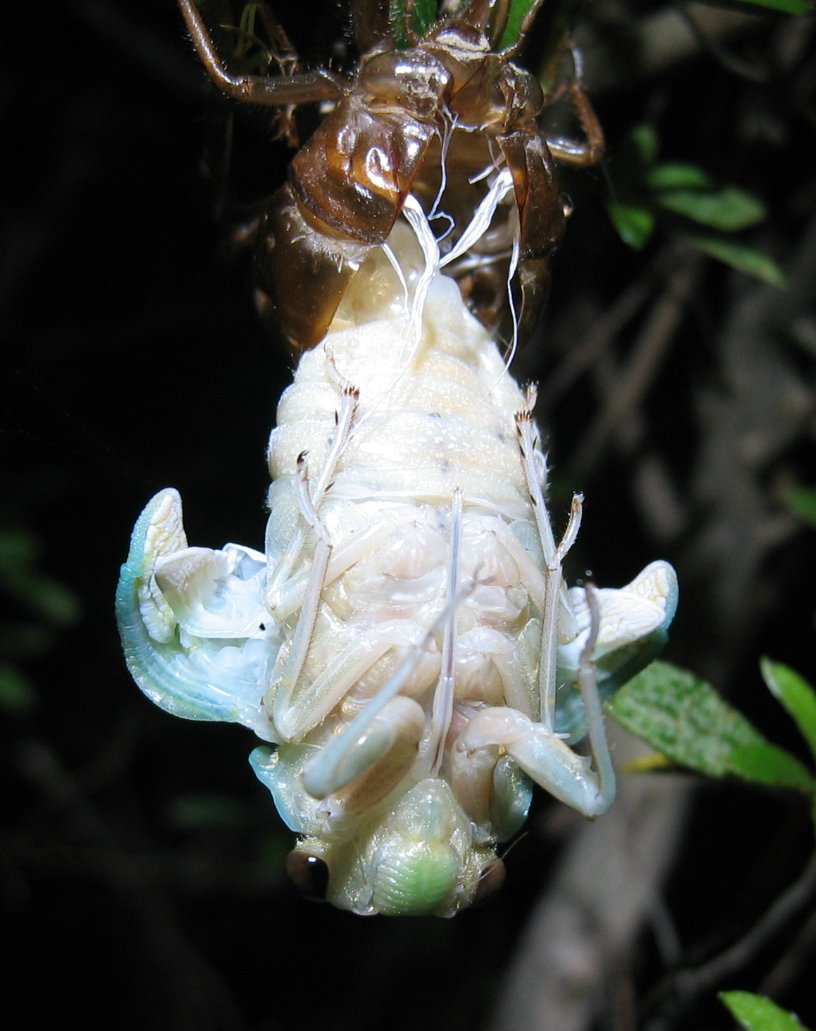
羽化中
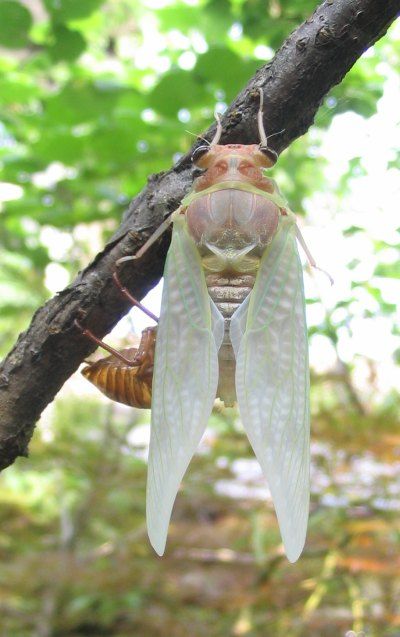
羽化直後（成虫）

#### 新変態
成虫期の直前に（完全変態における）蛹のようにほとんど動かないものの蛹ではない特殊な状態の2期（2期分）がある不完全変態を、新変態と呼ぶ場合がある。該当するものとしては、アザミウマとカメムシ目の一部が知られている。

#### 前変態
不完全変態昆虫の中には、トンボ・カゲロウのみの形態変化が比較的大きなグループもある。トンボの若虫「ヤゴ」は、水中でエラ呼吸をし、発達した折り畳み式の下唇を用いて水中の餌動物を捕えるのに対し、成虫は特徴的な腹部を持ち、その姿は大きく異なるものの、大型の複眼を有する頭部の形など、基本的な構造は共通している。また、カゲロウは終齢幼虫から直接成虫へと変態するのではなく、成虫に似るが羽化の場所を求めて極短距離を異動するための弱い飛翔能力のみを持つ亜成虫と呼ばれるステージを持つ。トンボ・カゲロウのみの変態様式を、前変態（ぜんへんたい）あるいは半変態（はんへんたい）と呼ぶ場合がある。

### 不変態
成長過程で形態がほとんど変化せず、脱皮によって大きさだけが成長することを不変態あるいは無変態という。シミ・イシノミのみが該当する。幼虫・成虫共、交尾・産卵可能。

## 昆虫以外の節足動物の変態
多くの節足動物では、成長の過程で体節や付属肢が増加する。
- 多足類では体節と付属肢が増加するものと増加しないものとがいる。増加する様式を増節変態（または改形変態）、増加しない様式を整形変態と呼ぶ。唇脚綱では変態様式によって分類される場合がある（改形類と整形類）。
- クモ綱ではダニ類が3対から4対へと付属肢を増加させるが、大部分のものは変態しない。
- 甲殻類では、分類群によって様々であるが、基本的にははじめにノープリウス幼生を生じる。この幼生は2対の触角と大顎のみを持つ。成長によって次第に体節と付属肢を増やし、それにつれて体型も変化する。分類群、成長段階によって様々な名を付けられている。ノープリウス幼生をとばして、より発達した段階で孵化するものもある。孵化時にすでに成体と同じ姿となる、直接発生を行うものもある。特に、ザリガニやサワガニ、ワラジムシなど、淡水や陸生のものに直接発生を行うものが多い。

## 棘皮動物の変態
棘皮動物は、五放射相称の体制を持つが、孵化後しばらく間の幼生は左右相称の体制である。ウニの場合、プルテウス幼生と言われる三角錐の先端を切って、角から突起を出したような姿であり、その後、一時的に海底の固い基盤状に定着し、反対側の端にウニの体が新たに作られるような変態をする。これは、棘皮動物の祖先が左右対称動物であり、固着性になったことで5放射相称の体を獲得した進化の過程があったことを表すものと考えられる。

## 尾索動物の変態
尾索動物のうち、ホヤ類とタリア類は、幼生はオタマジャクシのような外観を持ち遊泳能力を有するが、成体になると変態し海底の岩などに固着する。幼生は脊索を持つが、固着生活に入ると消滅する。

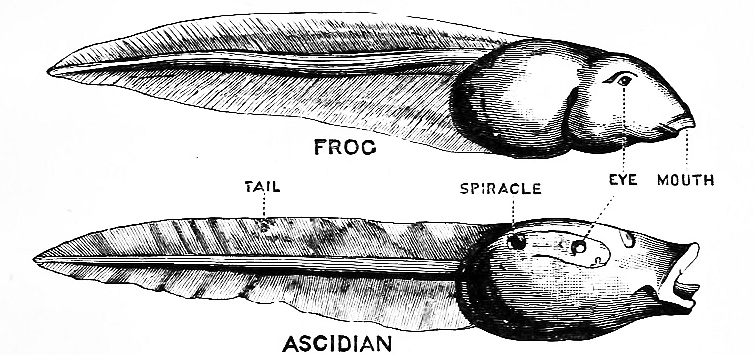
オタマジャクシ（上）と尾索動物の幼生（下）の比較
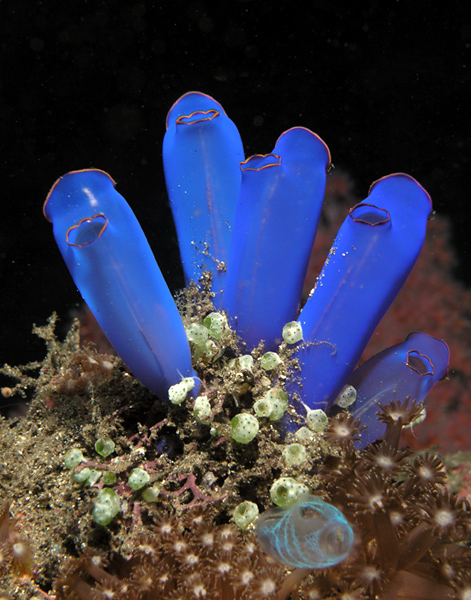
尾索動物Rhopalaeaの成体
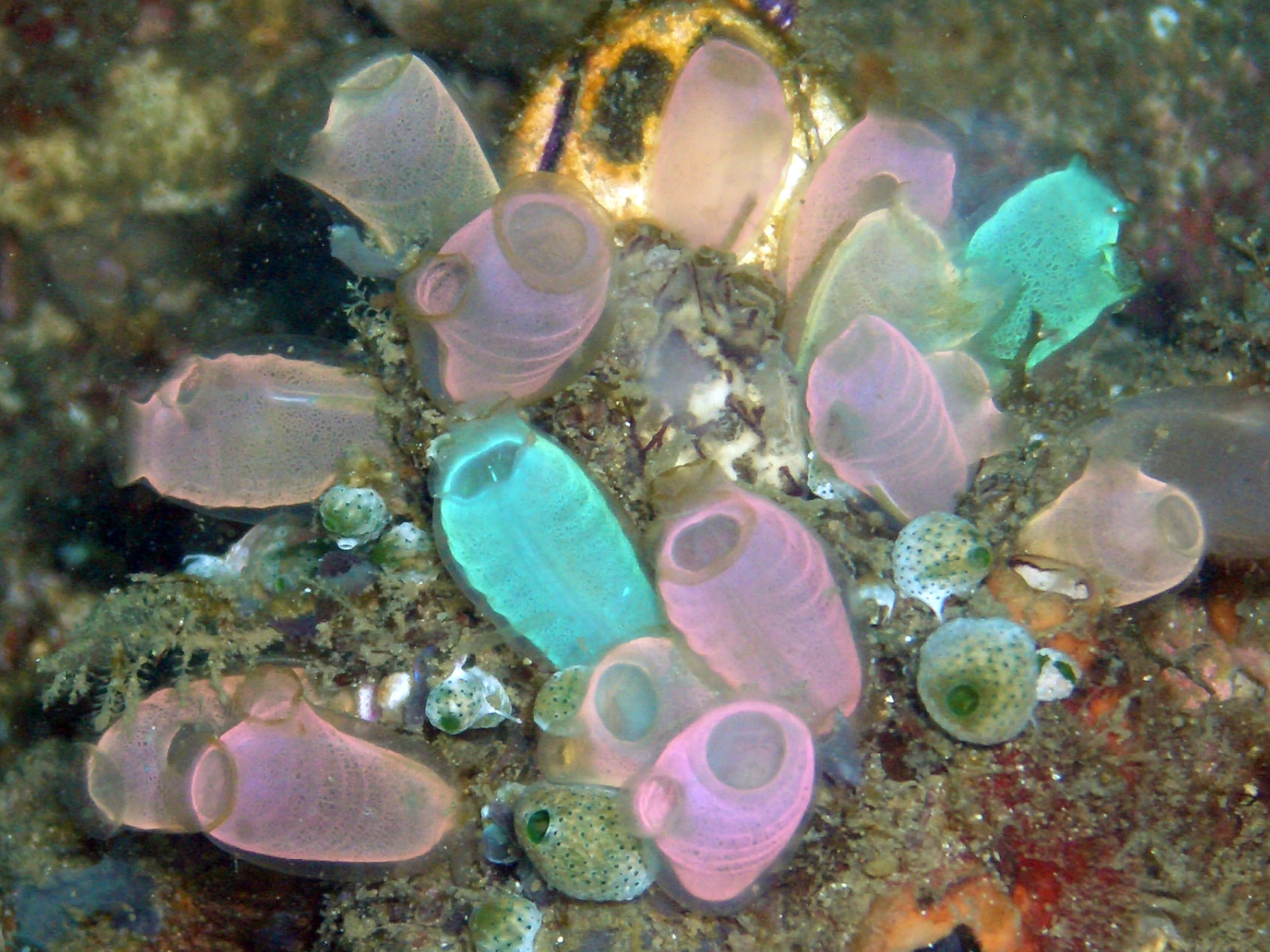
Rhopalaea crassa
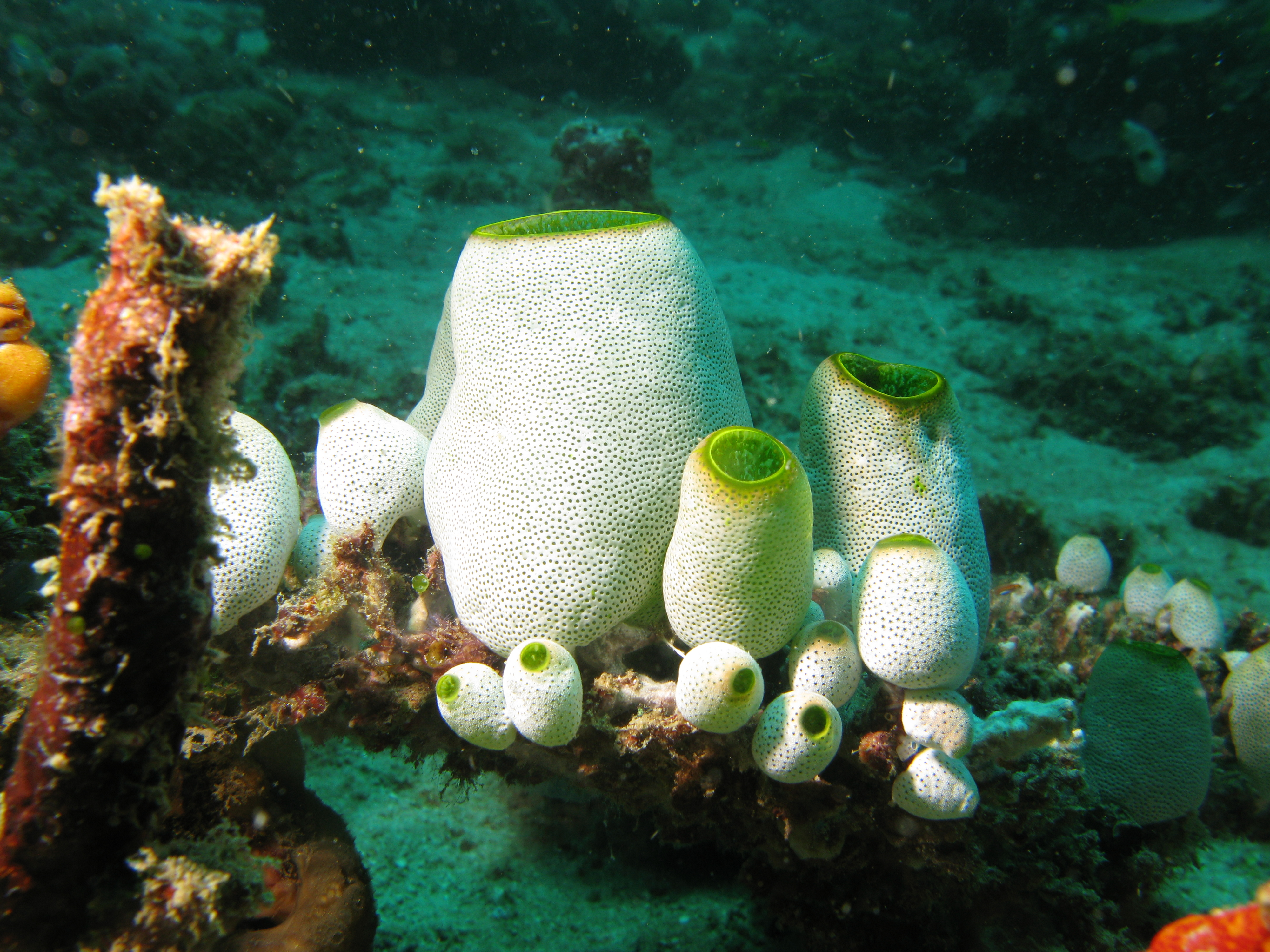
Didemnum molle

## 魚類の変態
硬骨魚類にも幼生時に親とずいぶん異なった姿のものがある。ウナギの幼生は深海で孵化して浅海に出てくるときには平らで柳の葉のような姿であり、これをレプトケファルス幼生という。その後、成体と同じ円筒形の体に変態するが、その際、大きさがずいぶんと小さくなる。
マンボウの幼生は、全身に針があり金平糖やハリセンボンを彷彿とさせる姿をしているが、成長と共に針が失われ、ゆったりと泳ぐ成体に形を変える。
劇的な変化とは言い難いが、ヒラメやカレイの場合、発生時には通常の魚類と同じような形だが、徐々に眼が体の側面に移動し、最終的には眼を上にした平たい形になる。

## 両生類の変態

オタマジャクシからカエルへの変態

両生類では、幼生はいわゆるオタマジャクシ型をしている。えら呼吸をし、水中生活を行うが、成体は肺呼吸をし、手足が生え、陸上移動が可能な形態となる。これが両生類の変態である。
カエルなどの無尾類では、これに加えて、変態の過程で尾が消失する。サンショウウオの中には、外鰓を残したまま成熟する（ネオトニー（幼形成熟））アホロートルなどの種が存在する。